# Кузьмин, Леонид Леонидович
Леонид Леонидович Кузьмин (13 [25] октября 1891 — 13 марта 1951) — русский художник, живописец, скульптор, один из участников русского футуристического движения(вместе с братом, издателем, Георгием Кузьминым), сооснователь Общества русских художников в Финляндии(в 1933 году), учредитель и первый председатель Русского культурно-демократического союза в Финляндии(в 1945 году).

## Биография

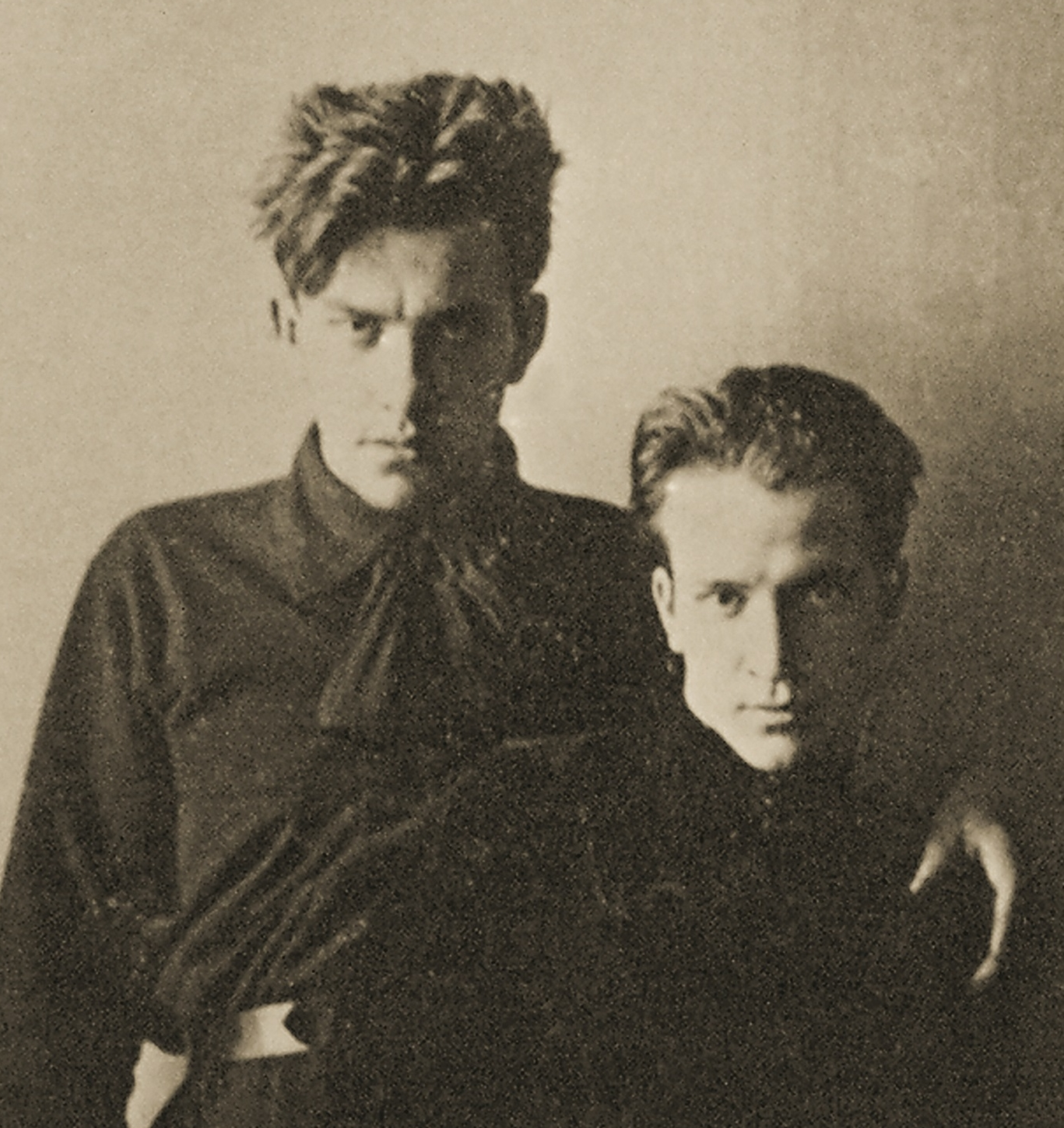
Владимир Маяковский (слева) и Леонид Кузьмин (1912)

Леонид Леонидович Кузьмин родился 13 (25) октября 1891 года в городе Рославль (Смоленская губерния) в семье генерал-майора, начальника Варшавского гарнизона Л. С. Кузьмина (умер в 1898 году). Его мать Марья Михайловна Кузьмина (умерла в 1925 году в Париже) вела домашнее хозяйство, а старший брат, Георгий, был авиатором. С ранних лет Леонид Кузьмин увлекался искусством и в 1910 году, после окончания Владимирского Киевского кадетского корпуса, поступил на курс в студию художника П. И. Келина, где познакомился и подружился с Владимиром Маяковским. После подготовительных курсов у Келина Маяковский и Кузьмин подали документы сразу в два престижных учебных заведения, в Московское училище живописи, ваяния и зодчества и в Императорскую академию художеств в Санкт-Петербурге. В первое Кузьмина не приняли, а во второе не поступил Маяковский. Есть сведения, что последний попросту не явился на экзамены. По воспоминаниям Л. А. Евреиновой, ученицы студии Келина в 1910 году:

 Маяковский и его друг Леня Кузьмин, застенчивый юноша небольшого роста, сразу же после экзаменов (в Москве) выехали в Петербург: они решили одновременно сдавать в Академию художеств. О результатах московских экзаменов друзьям сообщили телеграммой «Большой поступил, маленький — нет».
В 1911 году Леонид Кузьмин переезжает в Петербург и поступает вольнослушателем на скульптурное отделение в Императорскую академию художеств.

## Футуристы

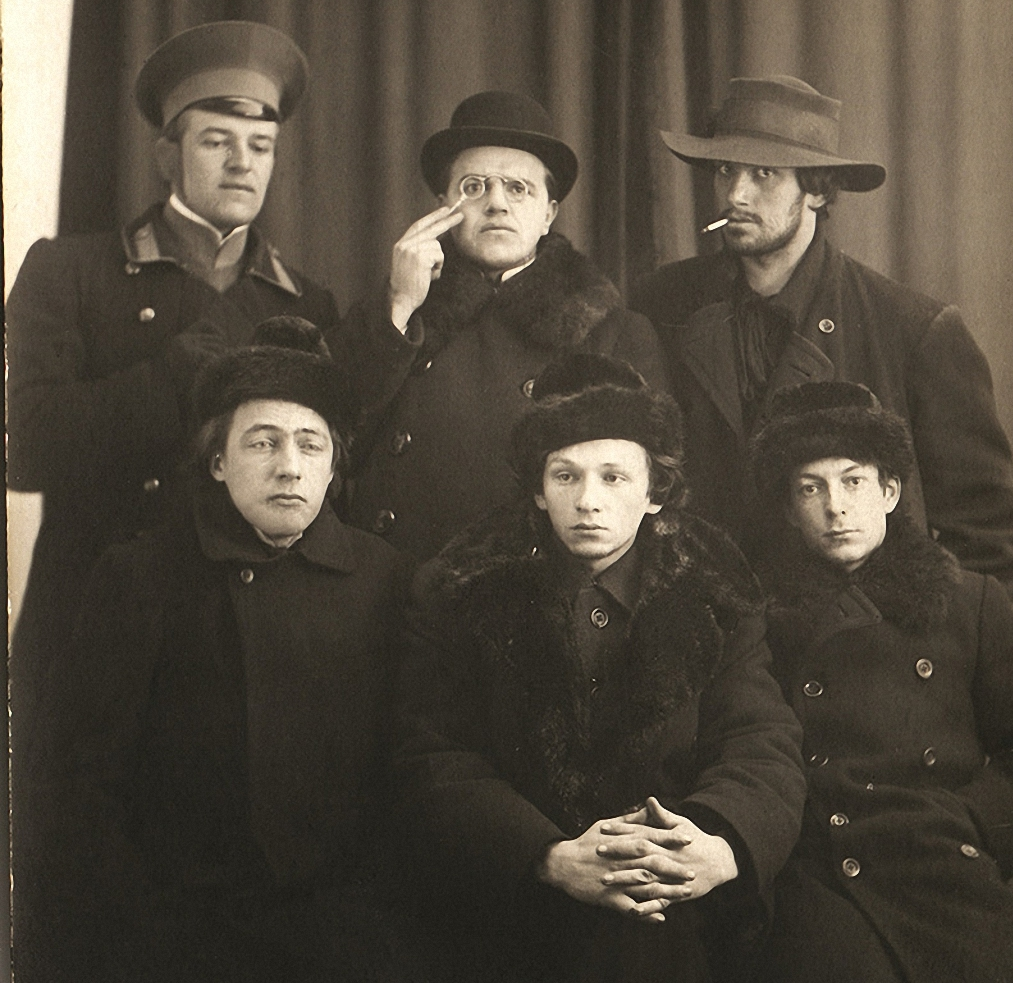
Фото для манифеста к «Пощечине общественному вкусу» Сидят: В.В. Хлебников, Г.Л. Кузьмин, С.Д. Долинский
Стоят: Н.Д. Бурлюк, Д.Д. Бурлюк, В.В. Маяковский

Летом 1912 года Леонид Кузьмин навещает родню на даче в Соломенной сторожке, где знакомит Владимира Маяковского и Алексея Крученых со своим старшим братом Георгием Кузьминым и его другом музыкантом Сергеем Долинским. Маяковский и Крученых на тот момент уже были широко известны в авангардной московской среде и собирались совместно с другими футуристами издавать «своё детище», «Пощечину общественному вкусу». Алексей Крученых в своей книге «Наш выход: к истории русского футуризма» вспоминает:

Я снял летом 1912 г. вместе с Маяковским дачу в Соломенной сторожке, возле Петровско-Разумовского. Тут же, поблизости, через 1-2 дома, жили авиатор Г. Кузьмин и музыкант С. Долинский. Воспользовавшись тем, что оба они были искренно заинтересованы новым искусством и к нам относились очень хорошо, Маяковский стал уговаривать их издать наше «детище» — «Пощёчину». Книга была уже готова, но «бубнововалетчики» нас предали. А Кузьмин, лётчик, передовой человек, заявил:
— Рискну. Ставлю на вас в ординаре!
Все мы радовались.
— Ура! Авиация победила!
Действительно, издатель выиграл — «Пощёчина» быстро разошлась и уже в 1913 г. продавалась как редкость.

Накануне выхода книги был издан известный футуристический манифест. На сопровождавшей манифест фотографии Георгий Кузьмин и Сергей Долинский занимают почетные места в первом ряду. «Пощечина» стала первой книгой Издательства Г. Л. Кузьмина и С. Д. Долинского.

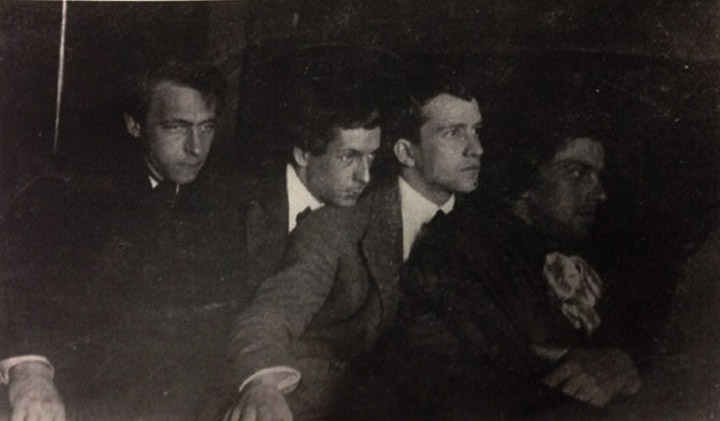
Хлебников, Долинский, Кузьмин, Маяковский (слева направо)

В знак благодарности семье Кузьминых за издание сборника и манифеста, Велимир Хлебников посвятил матери Леонида и Георгия поэму «Суд над старым годом». Произведение он прочитал в московской квартире Кузьминых в ночь с 31 декабря-на 1 января 1912-13 годов. «Пиеса» была преподнесена хозяйке дома с инскриптом: стихи написаны Марье Михайловне Кузьминой.Позже в 1917 году Георгий Кузьмин войдет в «Общество председателей земного шара» Велимира Хлебникова.С издания «Пощечины» началось сотрудничество братьев Кузьминых и С. Долинского с футуристами и, в частности, с издательством Алексея Крученых «ЕУЫ» и продолжилось плоть до 1914.Собственных средств для издательской деятельности у Крученых не хватало, поэтому именно финансовая поддержка Г. Л. Кузьмина и С. Д. Долинского сделала возможным существование издательства. Книги печатались, в большинстве своём, маленькими тиражами (300—480 экземпляров) в небольших литографских заведениях Москвы и Петербурга. Основными «клиентами» издательства были сами футуристы, входившие в группу Гилея (группа). Свои литографированные книжки «гилейцы» называли «самописьма» (по выражению Велимира Хлебникова). Художники рисовали не только иллюстрации, но и шрифты. Издания были похожи на древние летописи. Футуристическая «антикнига» разрушала эстетические шаблоны и стереотипы восприятия дешевой бумагой, картонными обложками, небрежной брошюровкой. Сегодня эти издания считаются большой редкостью, и их цена на аукционах достигает нескольких миллионов рублей. Издательство выпустило и первый сборник стихов Владимира Маяковского «Я».
В 1914, с началом Первой мировой войны Леонида Кузьмина призывают на фронт, где он служит военным летчиком. Несмотря на вынужденную службу, в 1917 году он с золотой медалью оканчивает Императорскую академию художеств. В 1918—1919 он работает заведующим одного из отделов Эрмитажа.

## Эмиграция в Финляндию

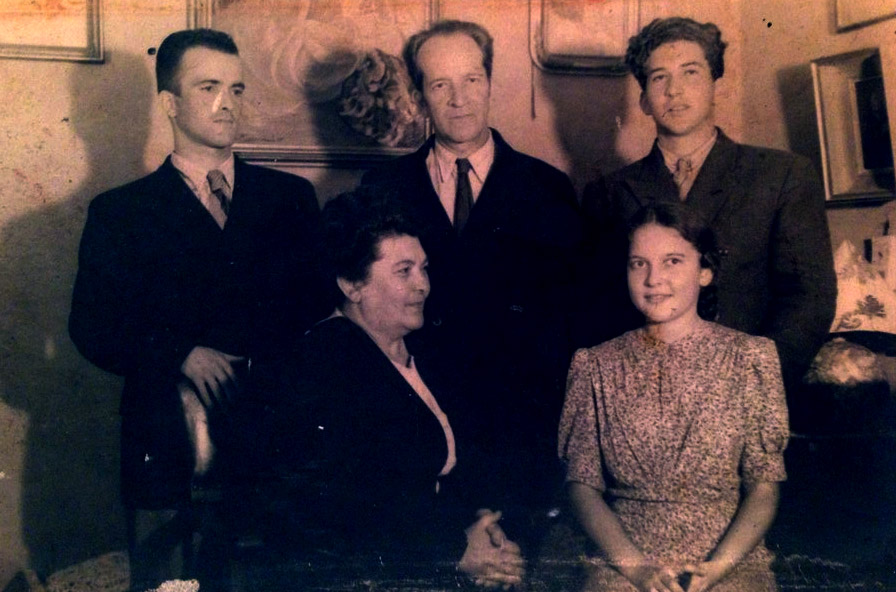
Леонид Кузьмин в кругу семьи, Финляндия

В 1920 году Леонид Кузьмин вместе с семьей переезжает в Финляндию.Позже его брат Георгий и мать Марья Михайловна эмигрируют в Париж. В 1933 году он становится одним из основателей Общества русских художников в Финляндии и участвует в его ежегодных выставках, где выставляет преимущественно живописные портреты и пейзажи. В 1936—1938 Кузьмин выставляется в Париже, в Салоне независимых.
В 1939 с началом боевых действий СССР против Финляндии деятельность общества прекратилась и вновь активизировалась только после войны. В годы Второй мировой войны Леонид Кузьмин отказывается служить в Финляндской армии, вследствие чего вместе с семьей попадает на каторгу, которая сильно подрывает его здоровье.
В 1945, после окончания войны, приостановившее работу Общество русских художников в Финляндии было преобразовано в Союз русских художников. В следующем году эта организация стала коллективным членом Русского культурно-демократического союза, основателем и первым председателем которого является также Леонид Леонидович Кузьмин (до 1946 года).
Леонид Леонидович Кузьмин умер 13 марта 1951 года. Похоронен на русском кладбище в Хельсинки.

## Семья
Жена Леонида Леонидовича Кузьмина, Нина Григорьевна Кузьмина (Волкова) (род. 8 (20) февраля 1889 (Дерпт Лифляндской губернии, ныне Тарту) — 1951 (Финляндия)) также была художницей. С Леонидом Леонидовичем они познакомились в Императорской академии художеств, где оба были вольнослушателями скульптурного отделения. После окончания академии, в 1918 году они поженились.
У них было трое детей: Георгий, Леонид и Светлана. Леонид работал дизайнером, ювелиром и гравером. В 1955 он вместе с семьей вернулся в СССР, где возглавил одну из дизайнерских групп Горьковского автомобильного завода, а затем более 30 лет работал диктором Гостелерадио в Москве.
Внуки: Т. Л. Кузьмина, Л. Л. Кузьмин, Г. Л. Кузьмин. Известно, что продолжателями художественной династии являются Григорий Леонидович Кузьмин (р. 1955) — фотограф, известен серией фотографий «Дорога к храму», за которую отмечен церковными отличиями, и правнук, Денис Семенов, художник.

## «Кузьминские альбомы»
Владимир Поляков, известный исследователь русского футуризма в своей книге «Книги русского кубофутуризма, издание второе и дополненное» рассказывает о фотографических альбомах авиатора Георгия Кузьмина, брата Леонида Леонидовича Кузьмина. Известно, что альбомы сменили много хозяев: они хранились у актрисы и портнихи М. П. Болотовской, та получила их от известного голливудского гримера 50-60х годов Бориса Карабанова, брата Зои Карабановой, актрисы «Летучей мыши», работавшей в Голливуде. Как альбомы достались Карабановой неизвестно. По словам исследователя «кузьминские альбомы», помимо семейных снимков, содержат множество фотографий русских авангардистов, среди которых уникальное фото Велимира Хлебникова с черепом в руке, которое сам поэт считал свидетельством своего «брака со смертью» и о котором упоминал в одном из своих ранних стихотворений («Я переплыл залив Судака…»).